# Davie504
Pour les articles homonymes, voir 504 (homonymie), Davie et Biale.
Pour l'historien américain, voir David Biale (en).
Davide Biale, plus connu sous son nom de chaîne Davie504, né le 5 avril 1994 à Savone, est un bassiste et vidéaste italien connu pour promouvoir la guitare basse et la technique musicale du slap.

## Biographie

### Carrière
Davie504 a été influencé à jouer de la guitare basse par le bassiste et chanteur du groupe américain Kiss Gene Simmons et commence à en jouer au lycée. Il lance sa chaîne Youtube en 2011 et commence à publier des vidéos musicales non-conventionnelles à partir de 2012. Ses vidéos incluent des chansons de Eminem avec des M&M's, des chansons de Korn avec des épis de maïs (écrit corn en anglais), ou des chansons des Red Hot Chili Peppers jouées avec des piments forts (chili peppers en anglais),,. Il s'adonne sur sa chaîne à réaliser des défis posés par d'autres vidéastes ou des abonnés comme jouer du slap sans interruption pendant cinq heures ou jouer une ligne de basse que le DJ Deadmau5 a qualifiée d'impossible,.
D'autres thèmes récurrents sur sa chaîne sont les mèmes internet. Il a notamment joué Bitch Lasagna (en) de PewDiePie devant le siège social de T-Series pendant la bataille de PewDiePie contre T-Series (en). Davie504 a aussi participé à une compétition de « qui peut jouer de la guitare avec le plus de cordes » avec Jared Dines (en) et Steve Terreberry (en),. 
En 2017, Chowny Bass lance une guitare spécialisée « Davie504 ». En mai 2019, il était deuxième sur le classement des « 20 bassistes les plus chauds » de MusicRadar (en). Il reçoit son trophée or de Youtube la même année, qu'il a transformé en guitare basse. En 2021, il apparaît sur la page couverture du magazine Bass Player (en).
En 2020, Davie504 participe à un affrontement humoristique avec le duo de violonistes TwoSet Violin. Les youtubers réalisent des vidéos dans le but de déterminer quel instrument de la basse ou du violon est supérieur à l'autre. Ces échanges mènent à une collaboration plus poussée entre les deux chaînes qui aboutit à un concert commun début 2023,.

### Vie privée
Davide Biale naît à Savone en 1994 et grandit à Albisola Superiore. Il étudie à l'université à Gênes, mais stoppe ses études pour poursuivre une carrière de musicien-vidéaste. Il fréquente un collège de production musicale à Londres avant de déménager à Brighton en 2017[réf. nécessaire]. 
Il a une petite amie aborigène de Taïwan, avec qui il est désormais marié, qui joue aussi de la guitare basse, et il a vécu un  temps à Taïwan avec elle,,.